# Imparfinis pijpersi
Imparfinis pijpersi es una especie de peces de la familia Heptapteridae en el orden de los Siluriformes.

## Morfología
• Los machos pueden llegar alcanzar los 9,5 cm de
longitud total.

## Hábitat
Es un pez de agua dulce.

## Distribución geográfica
Se encuentran en Sudamérica: Surinam.